# Vestipitant
Vestipitant (INN)  :98 là một loại thuốc được phát triển bởi GlaxoSmithKline, hoạt động như một chất đối kháng chọn lọc cho thụ thể NK1. Nó đang được phát triển như một loại thuốc chống nôn và giải lo âu tiềm năng, và điều trị chứng ù tai  và chứng mất ngủ.